# Aglossosia coincidens
Aglossosia coincidens là một loài bướm đêm thuộc phân họ Arctiinae, họ Erebidae.